# Moussy-Verneuil
Pour les articles homonymes, voir Moussy et Verneuil.
Moussy-Verneuil est une commune française située dans le département de l'Aisne, en région Hauts-de-France.

## Géographie
|
| Braye-en-Laonnois | Vendresse-Beaulne |                |
| Soupir            | Moussy-Verneuil   | Moulins        |
|                   | Pont-Arcy         | Bourg-et-Comin |

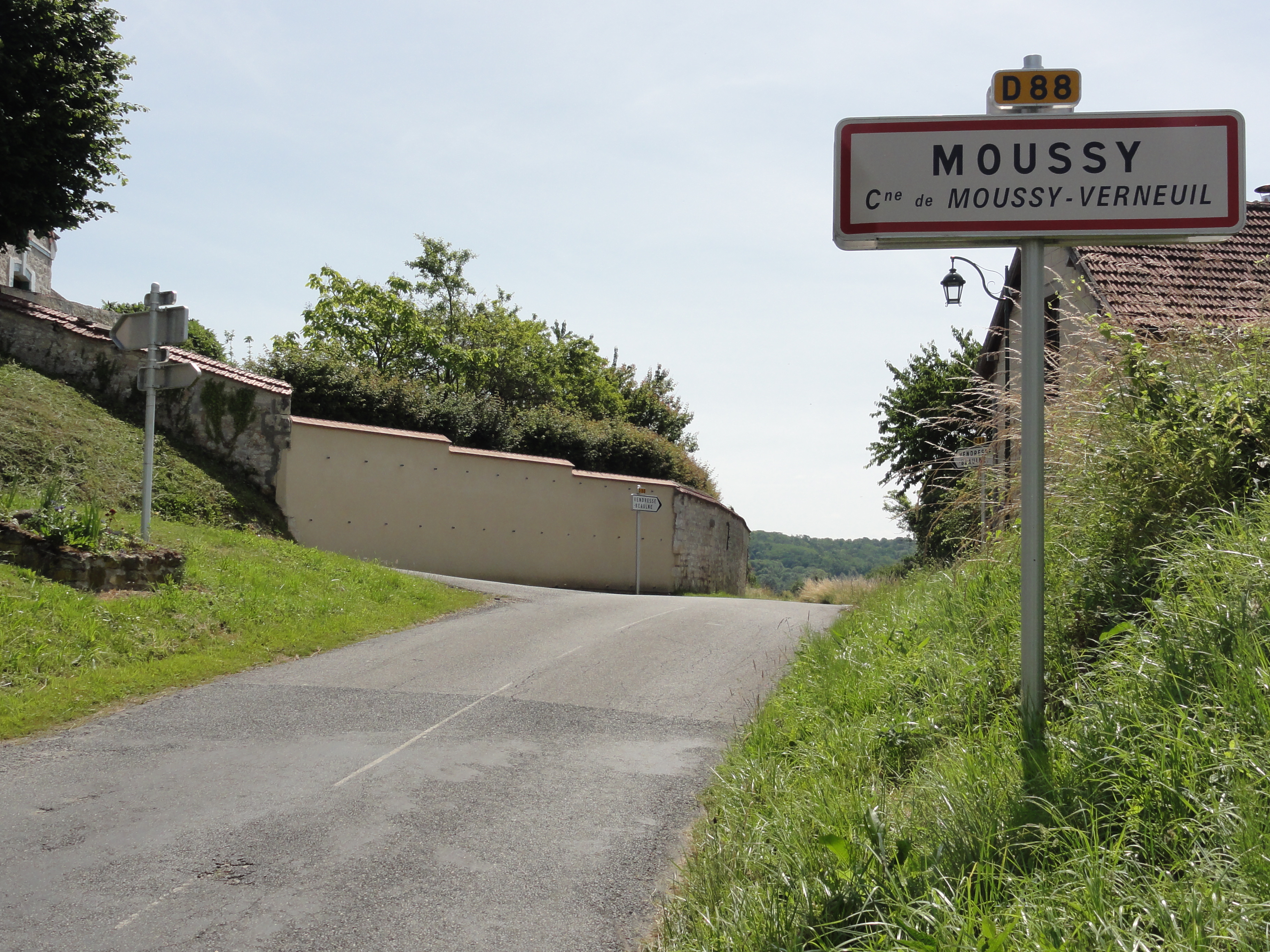
Entrée de Moussy.
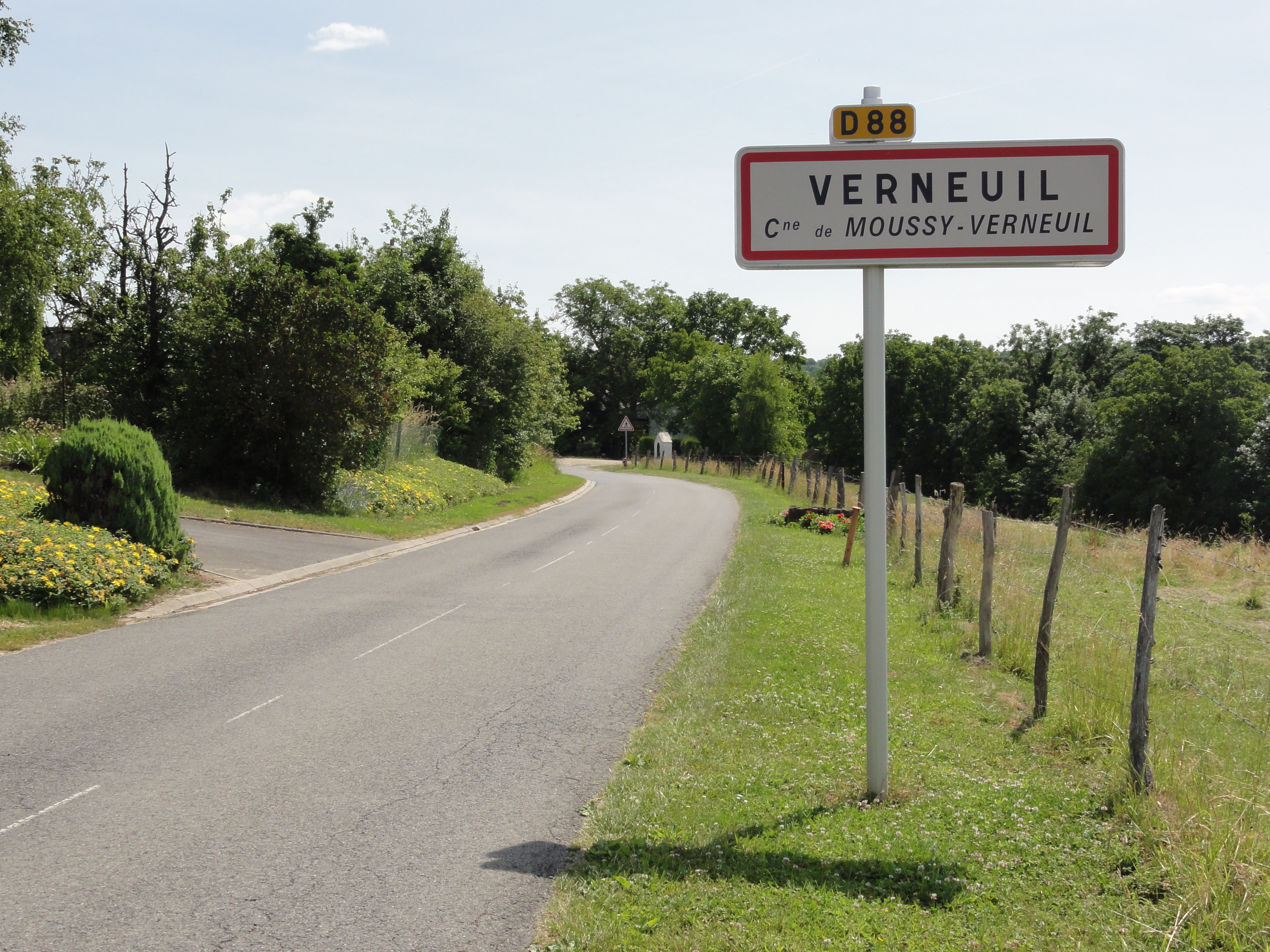
Entrée de Verneuil.

### Hydrographie

#### Réseau hydrographique
La commune est située dans le bassin Seine-Normandie. Elle est drainée par le canal de l'Oise à l'Aisne, la rigole de Bourg, le cours d'eau 03 de la Prée, le cours d'eau 04 de la commune de Moussy-Verneuil, le fossé de Ribaudon et le ru de Vendresse Beaulne,,.
Le canal de l'Oise à l'Aisne est un canal à bief de partage au gabarit Freycinet reliant les vallées de l'Oise et de l'Aisne. Il relie les communes d'Abbécourt et de Bourg-et-Comin en passant sous le tristement célèbre « Chemin des Dames ».

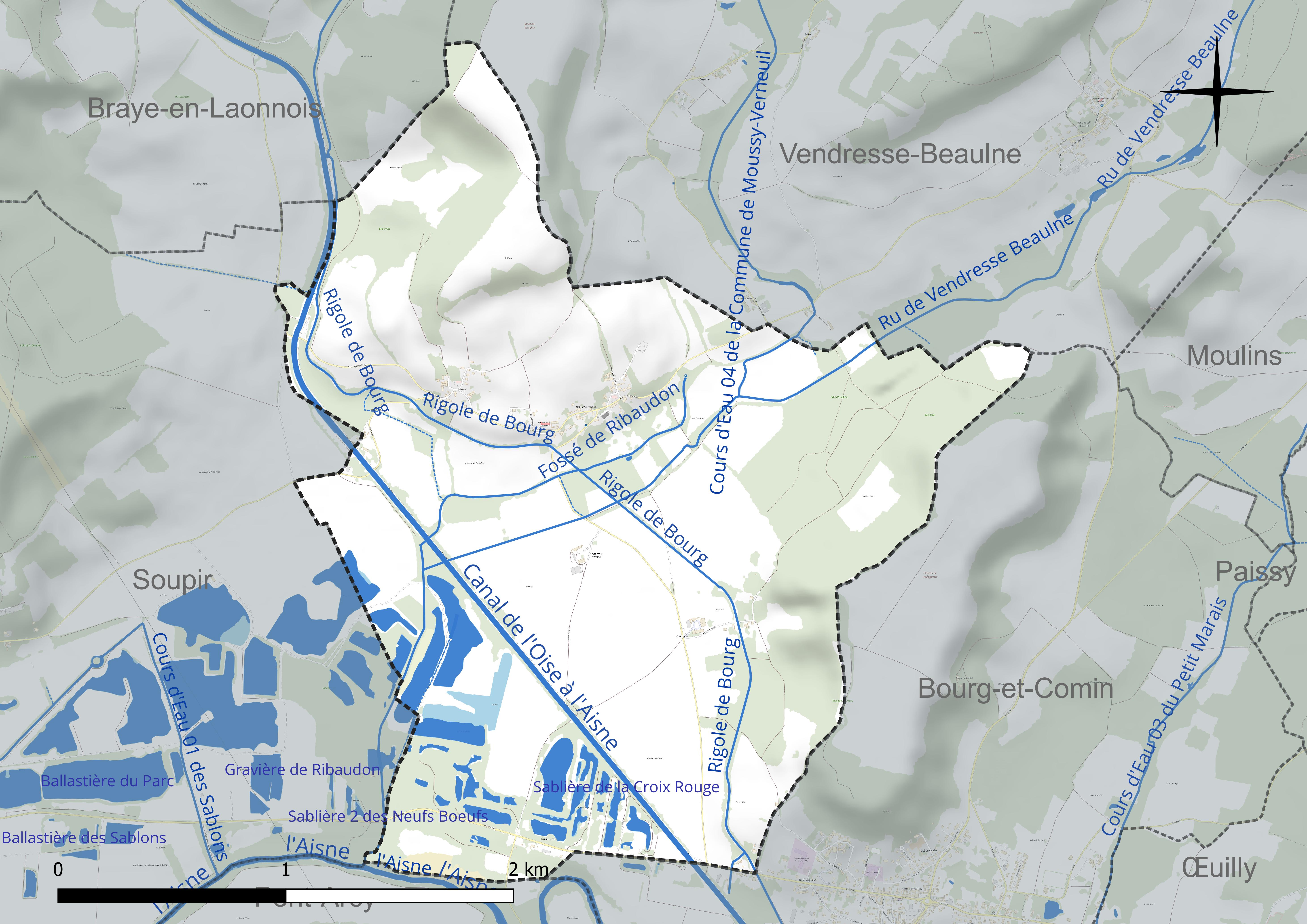
Réseau hydrographique de Moussy-Verneuil.

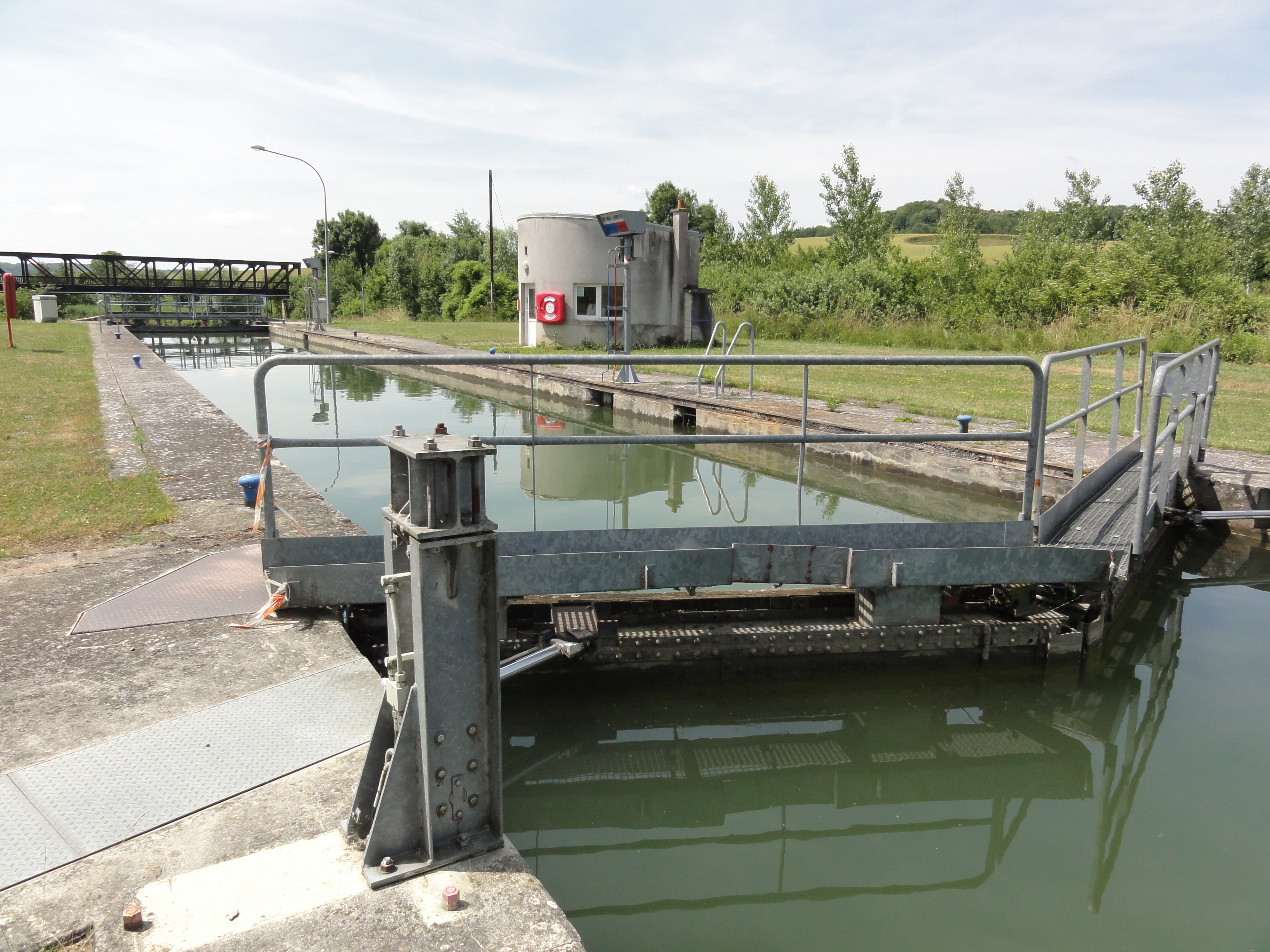
Écluse no 11 de Metz.
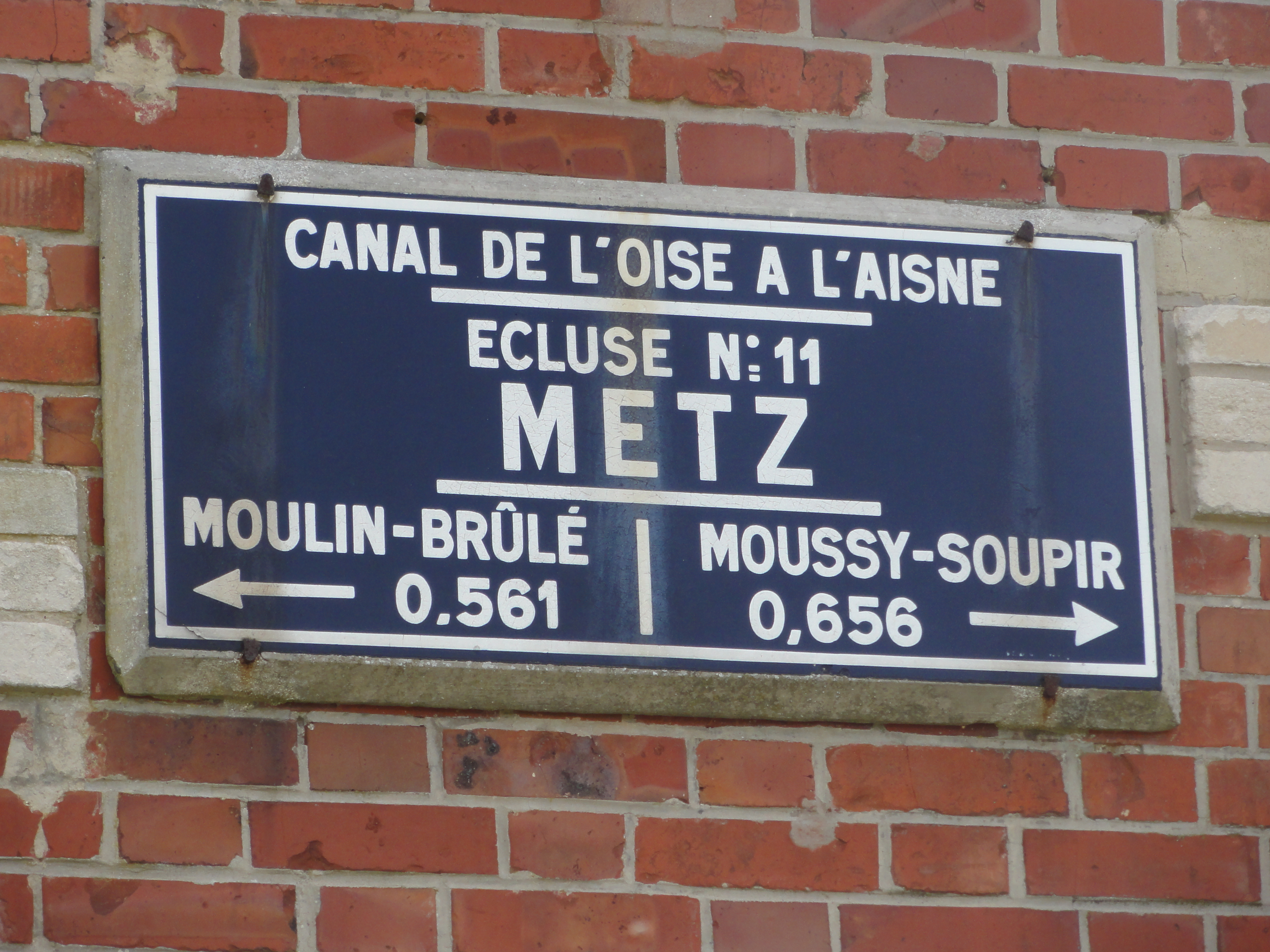
Plaque de l'écluse no 11.
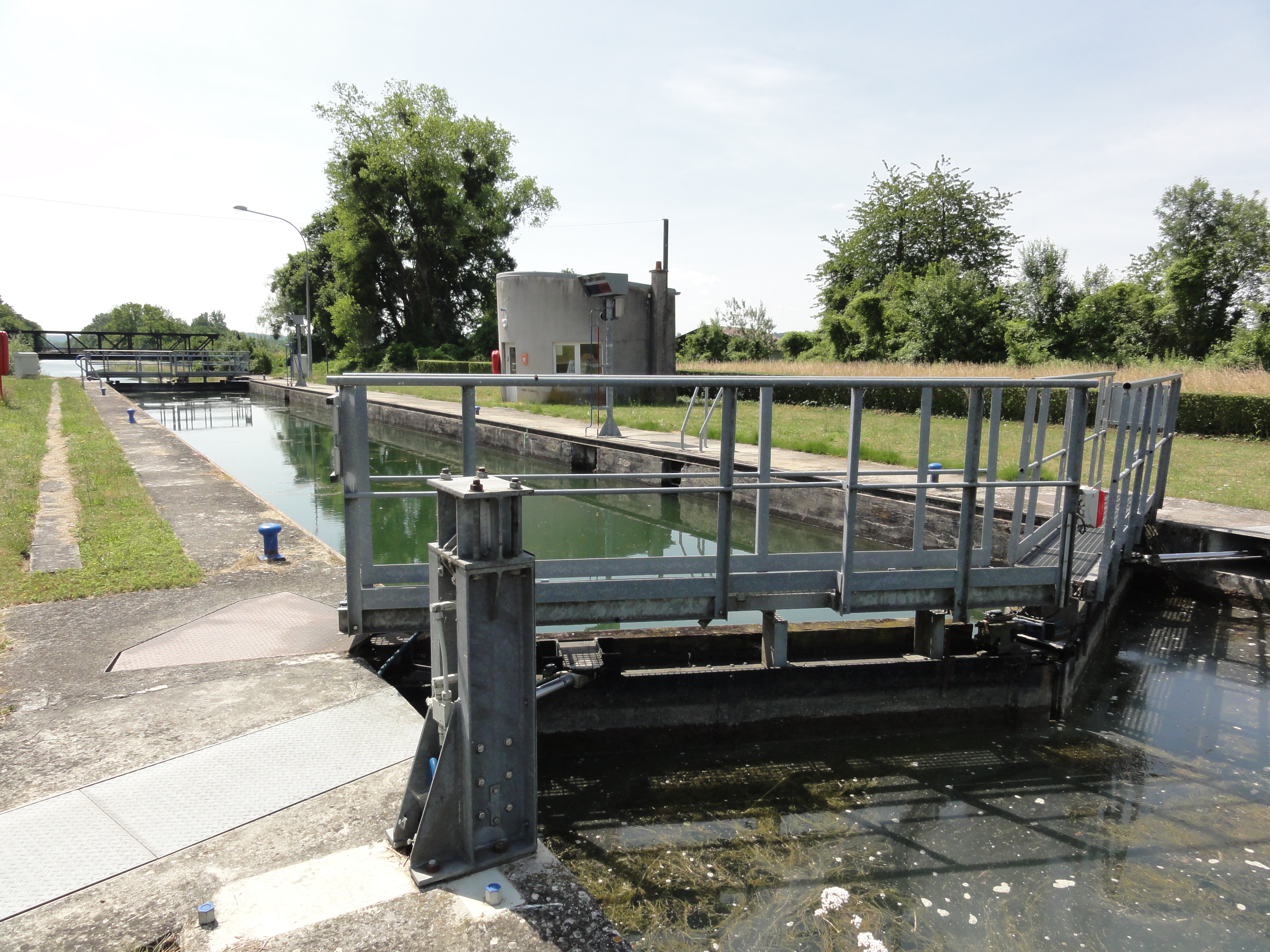
Écluse no 12 de Moussy-Soupir.
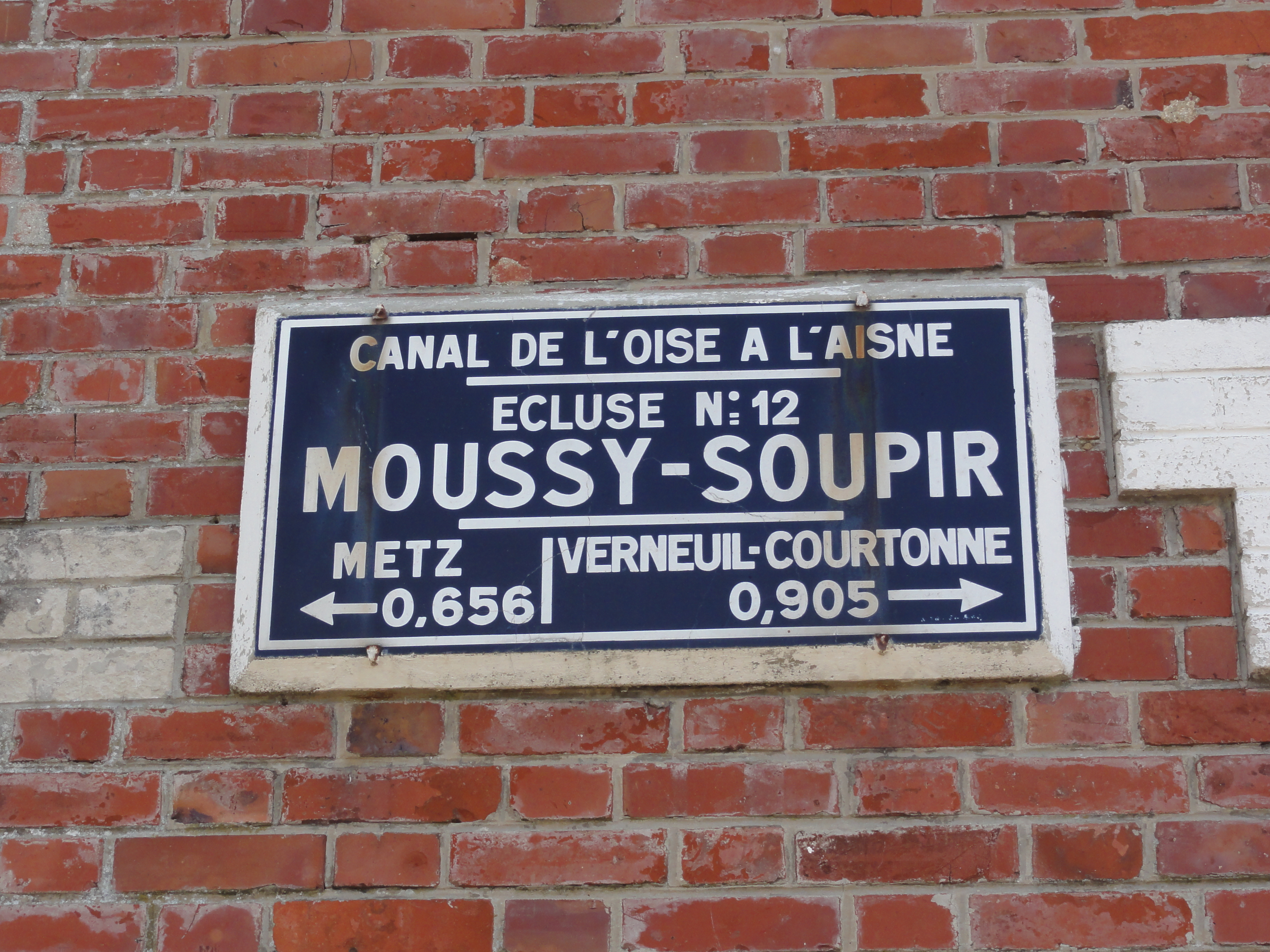
Plaque de l'écluse no 12.

Cinq plans d'eau complètent le réseau hydrographique : la gravière 3 de la Petite Forêt, d'une superficie totale de 0,8 ha (0 ha sur la commune), la gravière 4 de la Petite Forêt, d'une superficie totale de 1,2 ha (0,8 ha sur la commune), la sablière 1 des Neufs Boeufs (1,1 ha), la sablière 2 des Neufs Boeufs (1 ha) et la sablière de la Croix Rouge (6 ha),.

#### Gestion et qualité des eaux
Le territoire communal est couvert par le schéma d'aménagement et de gestion des eaux (SAGE) « Aisne Vesle Suippe ». Ce document de planification, dont le territoire s'étend sur 3 096 km2 répartis sur trois départements (Aisne, Marne et Ardennes) et deux régions (Champagne-Ardenne et Picardie), a été approuvé le 16 décembre 2013. La structure porteuse de l'élaboration et de la mise en œuvre est le Syndicat d'aménagement des bassins Aisne Vesle Suippe (SIABAVES).
La qualité des cours d'eau peut être consultée sur un site spécial géré par les agences de l'eau et l'Agence française pour la biodiversité.

### Climat
Pour des articles plus généraux, voir Climat des Hauts-de-France et Climat de l'Aisne.
En 2010, le climat de la commune est de type climat océanique dégradé des plaines du Centre et du Nord, selon une étude du CNRS s'appuyant sur une série de données couvrant la période 1971-2000. En 2020, Météo-France publie une typologie des climats de la France métropolitaine dans laquelle la commune est exposée à un climat océanique altéré et est dans la région climatique Nord-est du bassin Parisien, caractérisée par un ensoleillement médiocre, une pluviométrie moyenne régulièrement répartie au cours de l'année et un hiver froid (3 °C).
Pour la période 1971-2000, la température annuelle moyenne est de 10,1 °C, avec une amplitude thermique annuelle de 14,8 °C. Le cumul annuel moyen de précipitations est de 701 mm, avec 11,9 jours de précipitations en janvier et 8,8 jours en juillet. Pour la période 1991-2020, la température moyenne annuelle observée sur la station météorologique la plus proche, située sur la commune de Martigny-Courpierre à 9 km à vol d'oiseau, est de 10,7 °C et le cumul annuel moyen de précipitations est de 734,4 mm,. Pour l'avenir, les paramètres climatiques de la commune estimés pour 2050 selon différents scénarios d'émission de gaz à effet de serre sont consultables sur un site spécial publié par Météo-France en novembre 2022.

## Urbanisme

### Typologie
Au 1er janvier 2024, Moussy-Verneuil est catégorisée commune rurale à habitat dispersé, selon la nouvelle grille communale de densité à 7 niveaux définie par l'Insee en 2022.
Elle est située hors unité urbaine. Par ailleurs la commune fait partie de l'aire d'attraction de Reims, dont elle est une commune de la couronne,. Cette aire, qui regroupe 294 communes, est catégorisée dans les aires de 200 000 à moins de 700 000 habitants,.

### Occupation des sols
L'occupation des sols de la commune, telle qu'elle ressort de la base de données européenne d'occupation biophysique des sols Corine Land Cover (CLC), est marquée par l'importance des territoires agricoles (67,6 % en 2018), en diminution par rapport à 1990 (71 %). La répartition détaillée en 2018 est la suivante : 
terres arables (51,2 %), forêts (23,8 %), prairies (9,1 %), eaux continentales (7,7 %), zones agricoles hétérogènes (7,3 %), mines, décharges et chantiers (0,9 %).
L'évolution de l'occupation des sols de la commune et de ses infrastructures peut être observée sur les différentes représentations cartographiques du territoire : la carte de Cassini (XVIIIe siècle), la carte d'état-major (1820-1866) et les cartes ou photos aériennes de l'IGN pour la période actuelle (1950 à aujourd'hui).

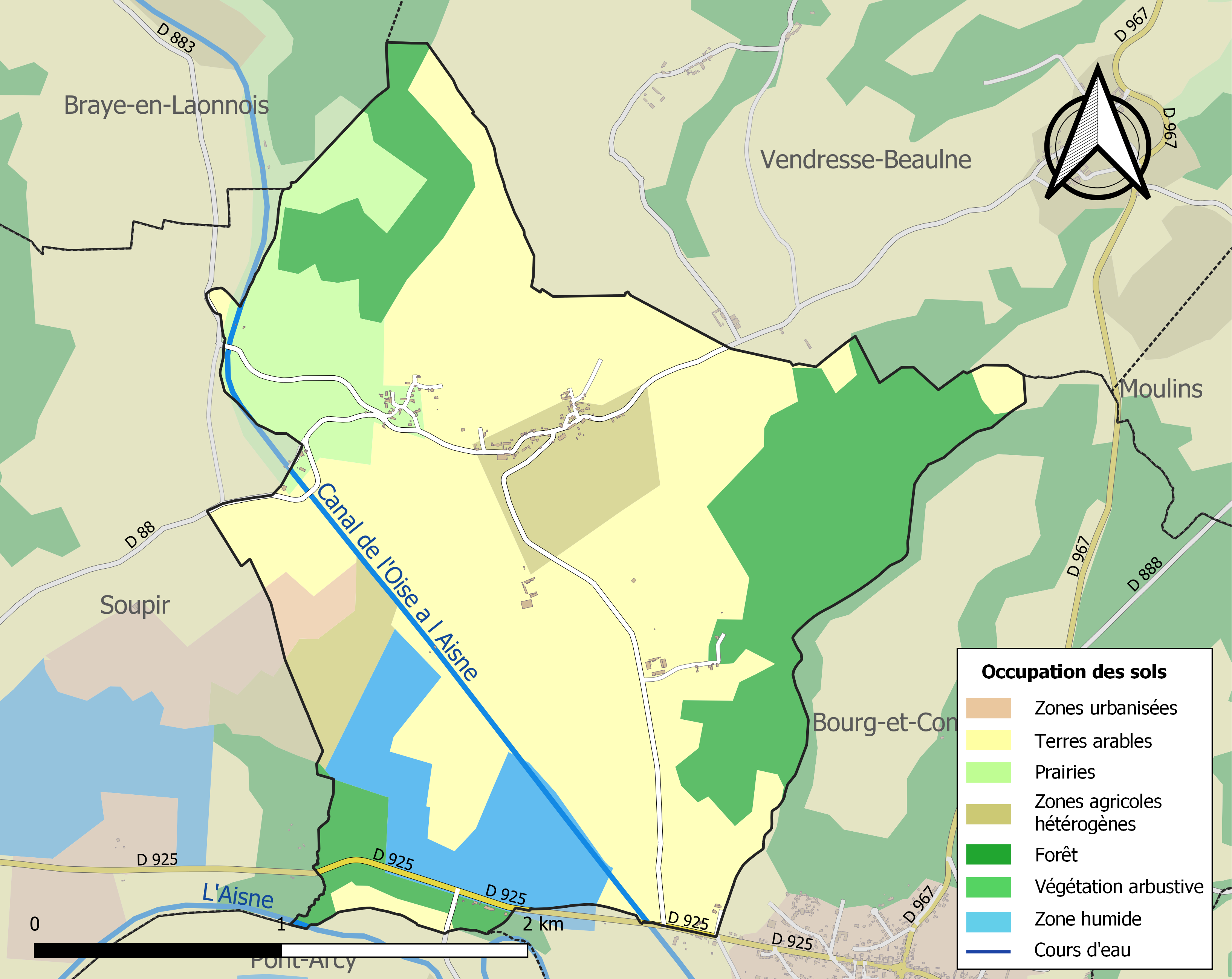
Carte de l'occupation des sols de la commune en 2018 (CLC).

## Toponymie
Moussy est attesté sous les formes Musceium (VIIIe siècle) ; Moissi (1226) ; Territorium de Mouissi (1238) ; Moussy (1326) ; Mouissy (1339) ; Mouyssy (1416) ; Mousy (1506) ; Moussi (1536) ; Moussy-le-Metz (1568) ; Paroisse de Saint-Jean-de-Moussy (1674) ; Moucy-et-le-Metz (1709) ; Moussy-sur-Aisne.
Verneuil est attesté sous les formes Vernolium (1184) ; Vernolium-super-Ausonam (1229) ; Vernolium-super-Axonam (1233) ; Vernuel-seur-Aine (XIIIe siècle) ; Vernuel, Vernuel-sur-Aigne, Verneil (XIVe siècle) ; Vernuel-sur-Ainne (1389) ; Vernueil-super-Auxonam (XIVe siècle) ; Vernueil-sur-Aixne (1394) ; Vernuel-sur-Aisne (1405) ; Vernuyeil-sur-Aisne (1416) ; Verneul-sur-Aynne (1495) ; Vernœul-sur-Aynne (1497) ; Vernouel-sur-Aisne (1499) ; Verneul-sur-Aixne (1506) ; Verneuil-sur-Aixne (1526) ; Verneuille (1673) ; paroisse Saint-Féry-et-Saint-Ferréole-de-Verneuil-sur-Aixne (1676).

L'origine du nom de Verneuil remonte à verno signifiant « aulne » suivi du suffixe gaulois -ialo signifiant « champ, clairière » ; la forme primitive serait donc *Vernoialos, « la clairière des aulnes ».

## Politique et administration

### Découpage territorial
La commune de Moussy-Verneuil est membre de la communauté de communes du Chemin des Dames, un établissement public de coopération intercommunale (EPCI) à fiscalité propre créé le 29 décembre 1995 dont le siège est à Craonne. Ce dernier est par ailleurs membre d'autres groupements intercommunaux.
Sur le plan administratif, elle est rattachée à l'arrondissement de Laon, au département de l'Aisne et à la région Hauts-de-France. Sur le plan électoral, elle dépend du canton de Villeneuve-sur-Aisne pour l'élection des conseillers départementaux, depuis le redécoupage cantonal de 2014 entré en vigueur en 2015, et de la première circonscription de l'Aisne  pour les élections législatives, depuis le dernier découpage électoral de 2010.

### Administration municipale
| Période                                  | Période                       | Identité          | Étiquette | Qualité                         |
| ---------------------------------------- | ----------------------------- | ----------------- | --------- | ------------------------------- |
| Les données manquantes sont à compléter. |                               |                   |           |                                 |
| mars 2001                                | En cours (au 13 juillet 2020) | Jean-Noël Delbart | SE        | Réélu pour le mandat 2020-2026, |

## Démographie
À partir du XXIe siècle, les recensements réels des communes de moins de 10 000 habitants ont lieu tous les cinq ans. Pour Moulins, cela correspond à 2006, 2011, etc.. Les autres dates de « recensements » (2008, etc.) sont des estimations.

## Lieux et monuments
- Église Saint-Jean-Baptiste de Moussy.
- Église Saint-Ferry-et-Saint-Ferréol de Verneuil.
- Le château de Verneuil à Moussy-Verneuil. Il date du XVIIe siècle.
- Monument aux morts à Verneuil.
- Oratoire à Verneuil.
- Lavoir à Moussy.

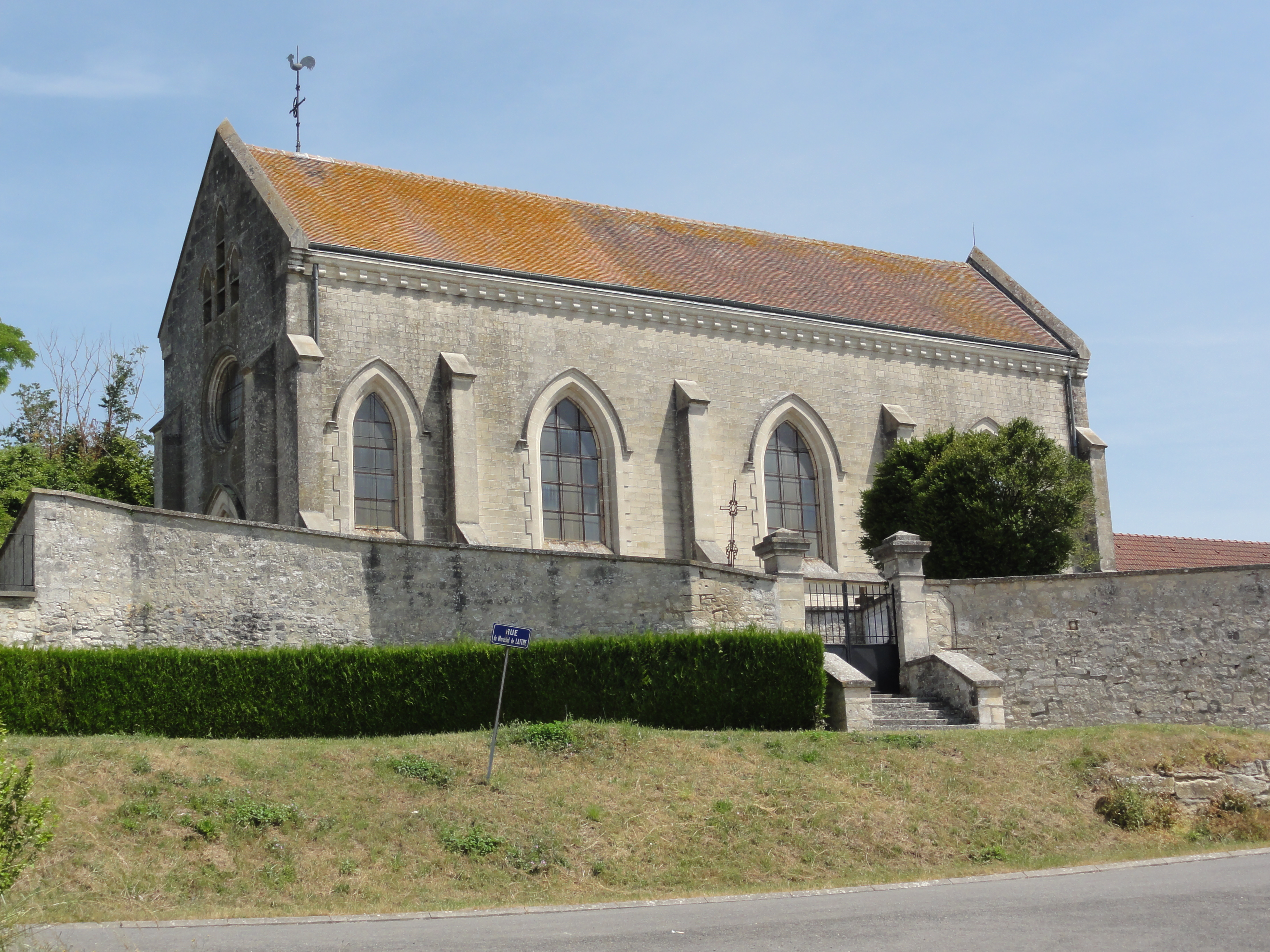
Église de Moussy.
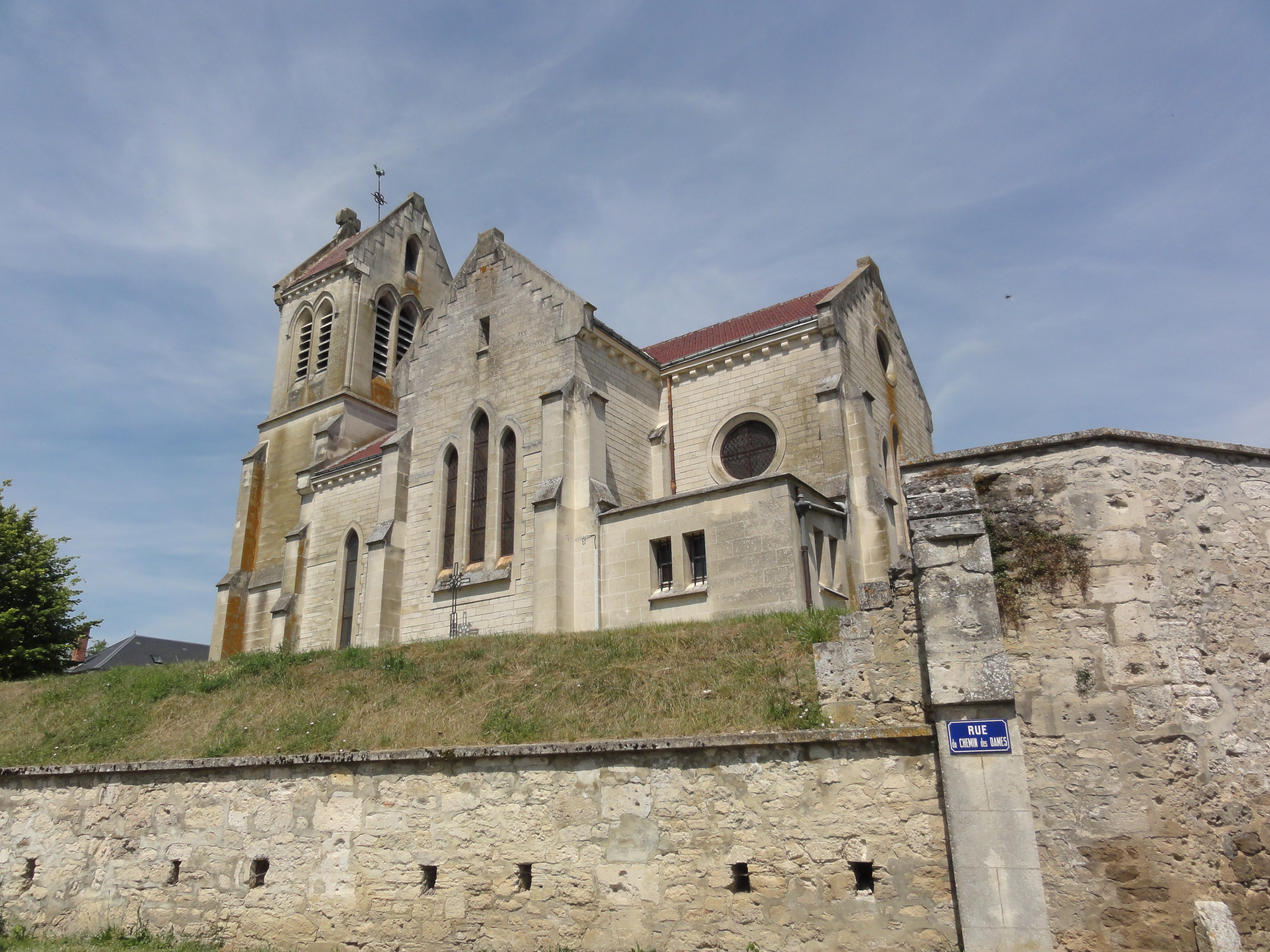
Église de Verneuil.
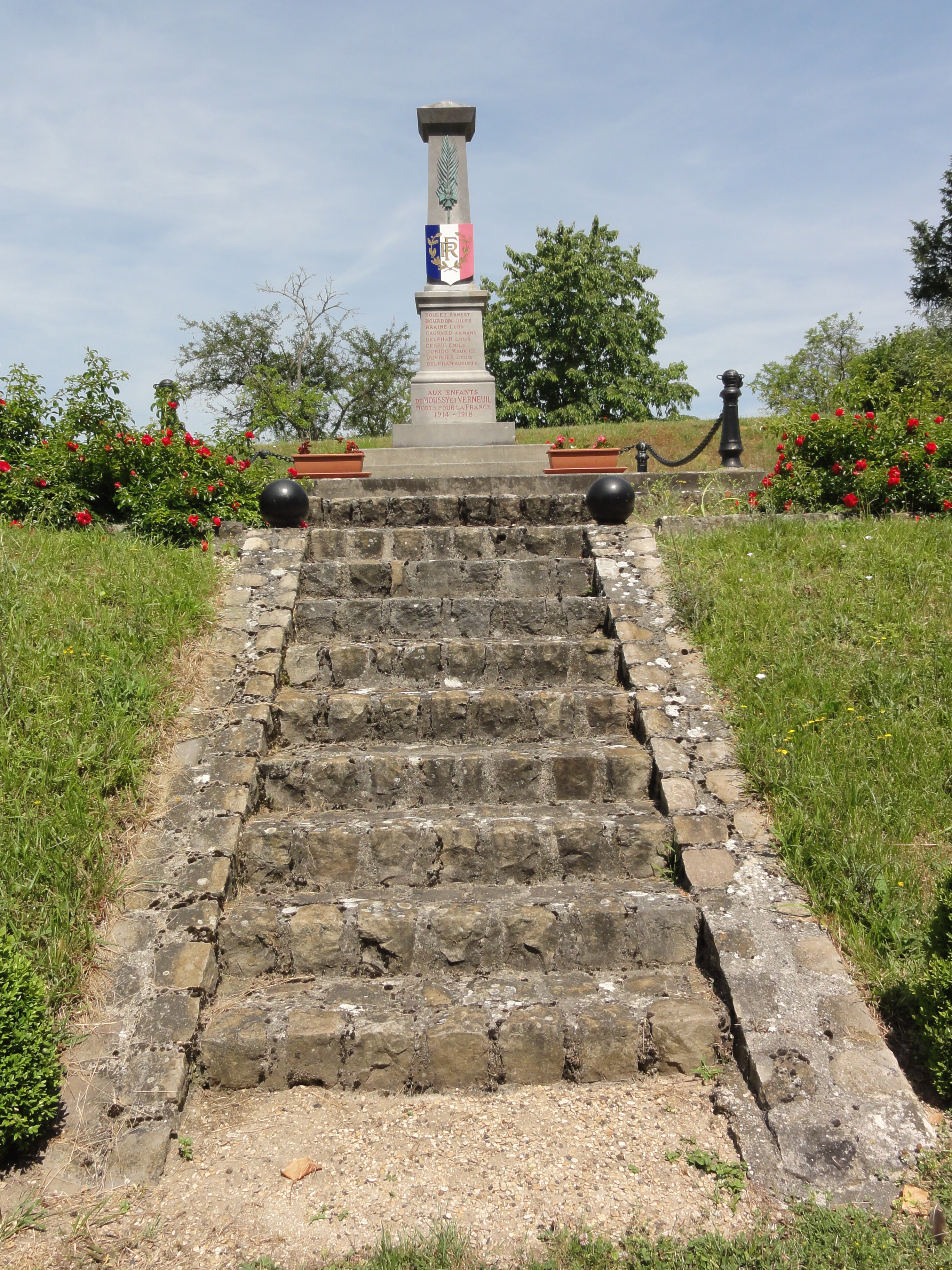
Monument aux morts à Verneuil.
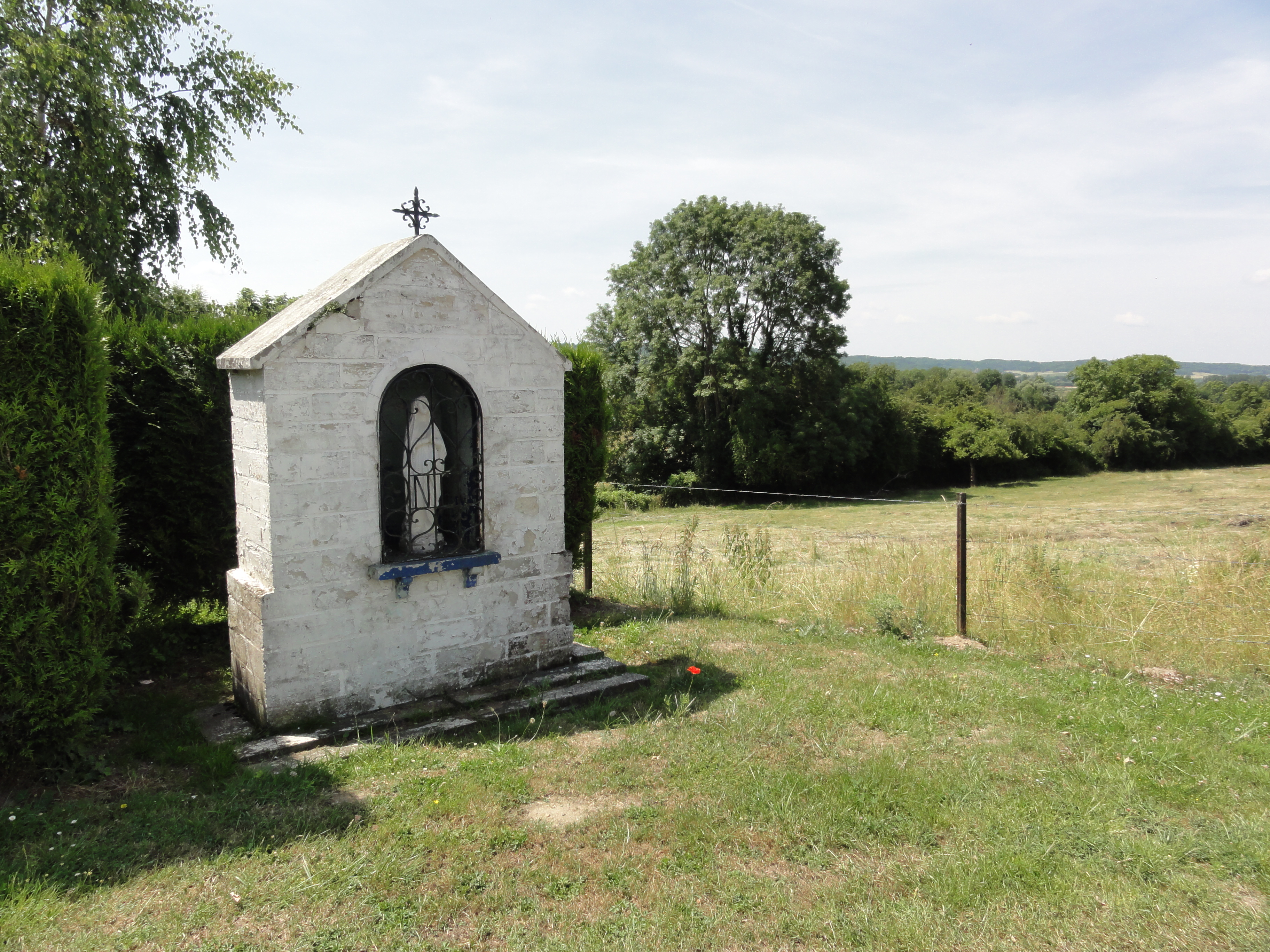
Oratoire à Moussy.
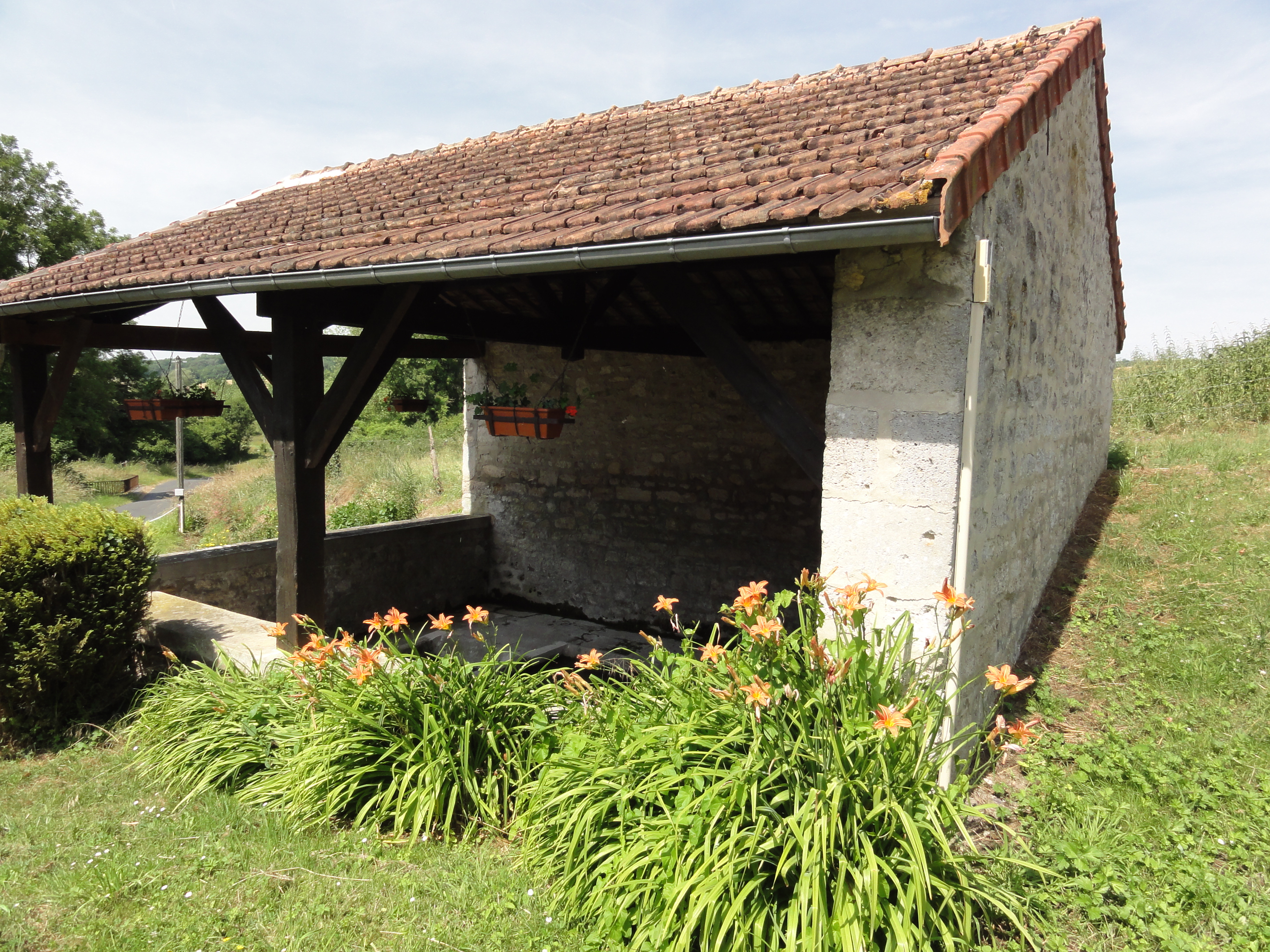
Lavoir à Moussy.

## Personnalités liées à la commune
Henri Rillart de Verneuil, homme politique, marié dans la commune le 11 septembre 1895. La famille possédait, depuis le XVIIe siècle, le château de Verneuil, acquis de la famille Thuret, seigneurs de Verneuil-sur-Aisne depuis 1575.